# Space western

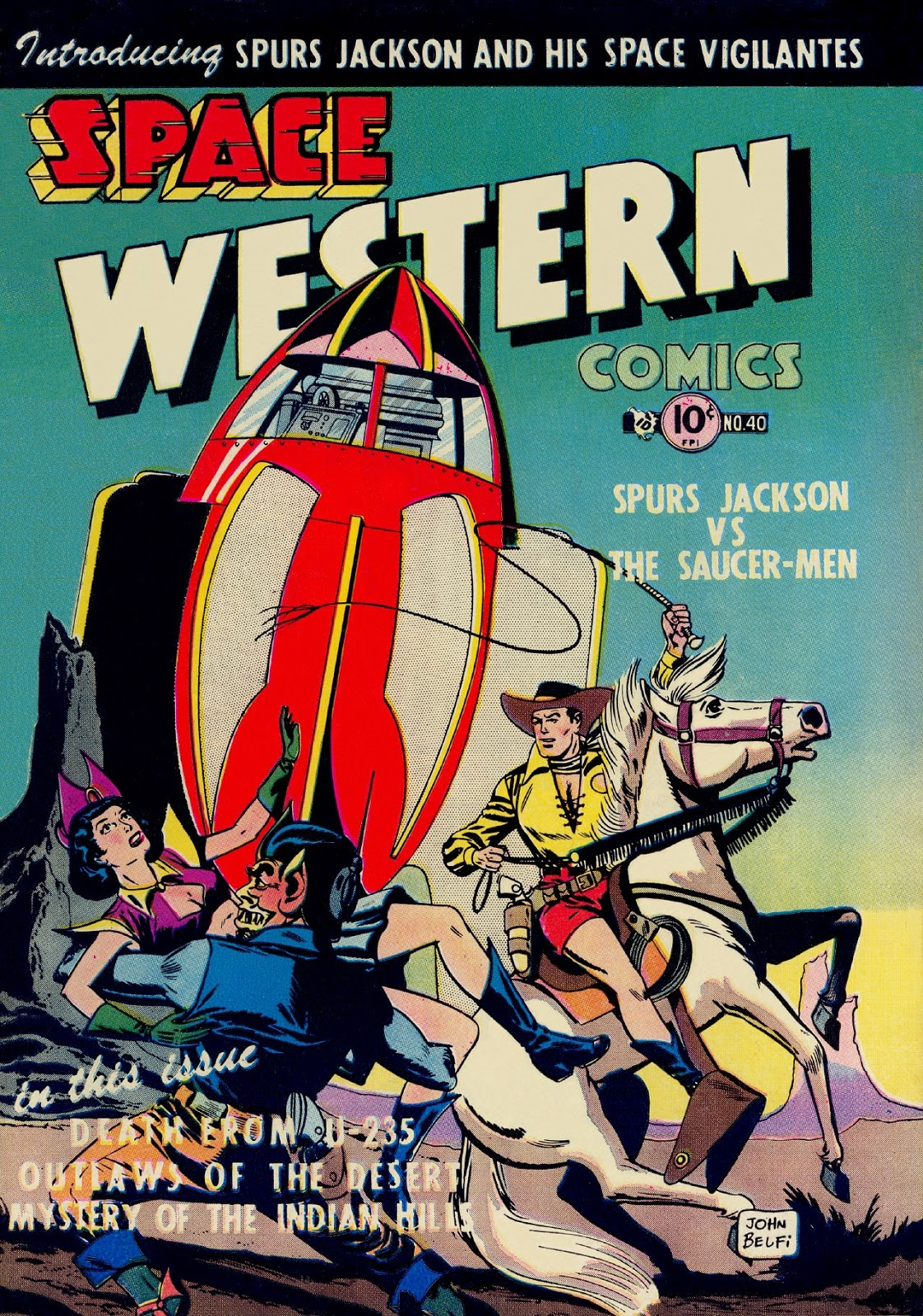
Capa da revista em quadrinhos Space Western comics

Space Western, western espacial ou faroeste espacial é um subgênero da ficção científica que usa os temas dos faroestes em histórias de ficção científica. Influências sutis podem incluir a exploração de novas fronteiras sem lei, enquanto influências mais óbvias podem apresentar cowboys no espaço sideral que usam armas de raio e montam em cavalos robóticos. Embora inicialmente popular, uma forte reação contra a escrita corrida e de baixa qualidade perceptível fez com que o gênero se tornasse uma influência mais sutil até a década de 1980, quando recuperou a popularidade. Uma outra reavaliação crítica ocorreu nos anos 2000 com Firefly e Cowboy Bebop . 

## Ambientação
Um Western espacial pode enfatizar a exploração espacial como "a fronteira final". Esses temas de faroeste podem ser explícitos, como cowboys no espaço sideral, ou podem ser uma influência mais sutil na ópera espacial.  :3–4 Gene Roddenberry descreveu Star Trek: The Original Series como um Western espacial (ou, mais poeticamente, como " Wagon Train to the stars").  Firefly e sua sequência cinematográfica Serenity mostraram os aspectos do gênero popularizado por Star Trek : ele usou cidades de fronteira, cavalos e o estilo dos clássicos faroestes de John Ford.  Os mundos que foram terraformados podem ser descritos como apresentando desafios semelhantes aos de um assentamento de fronteira em um western clássico.  Revólveres e cavalos podem ser substituídos por armas de raio e foguetes. 

## História

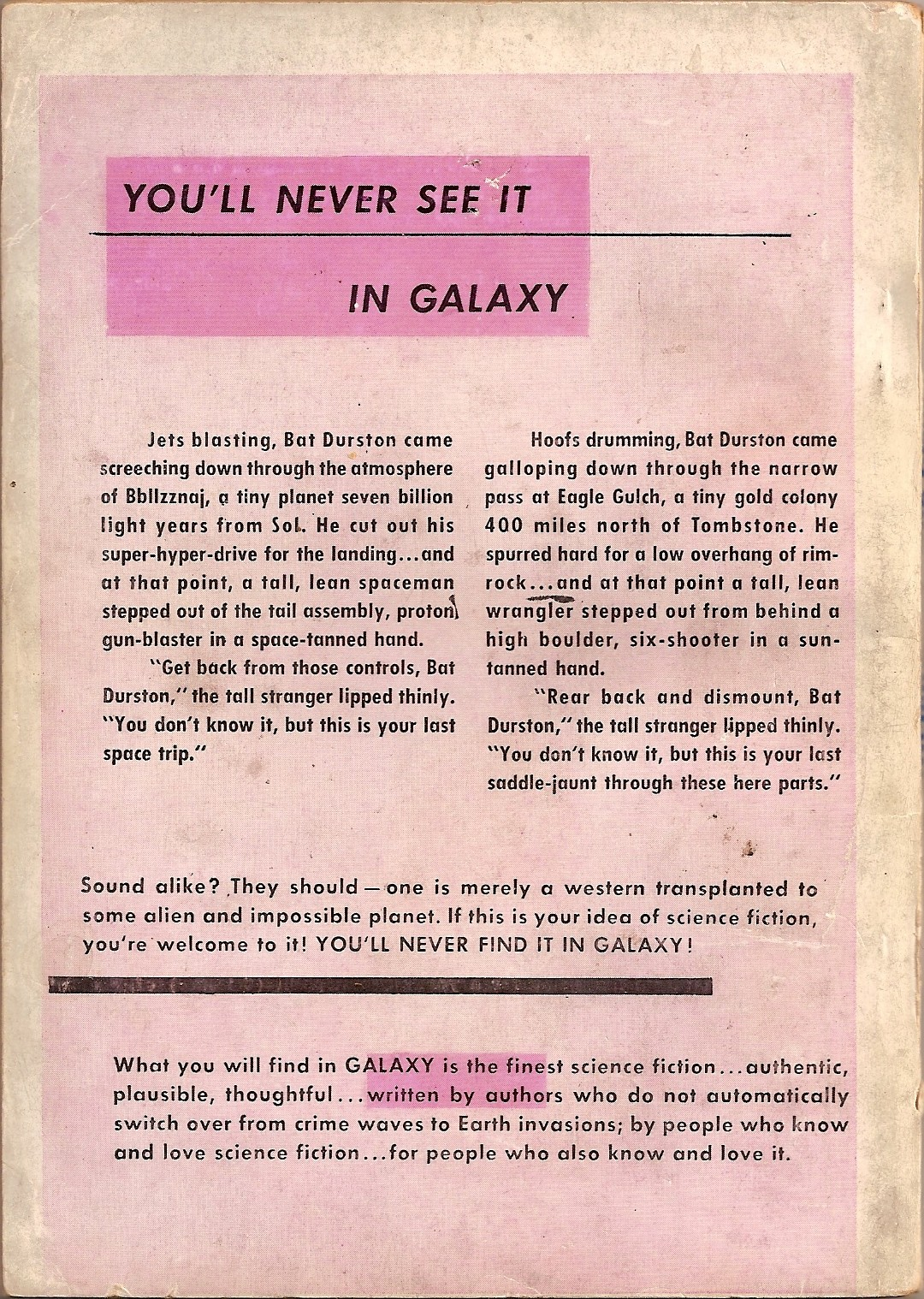
Contracapa da revista Galaxy # 1, Outubro de 1950

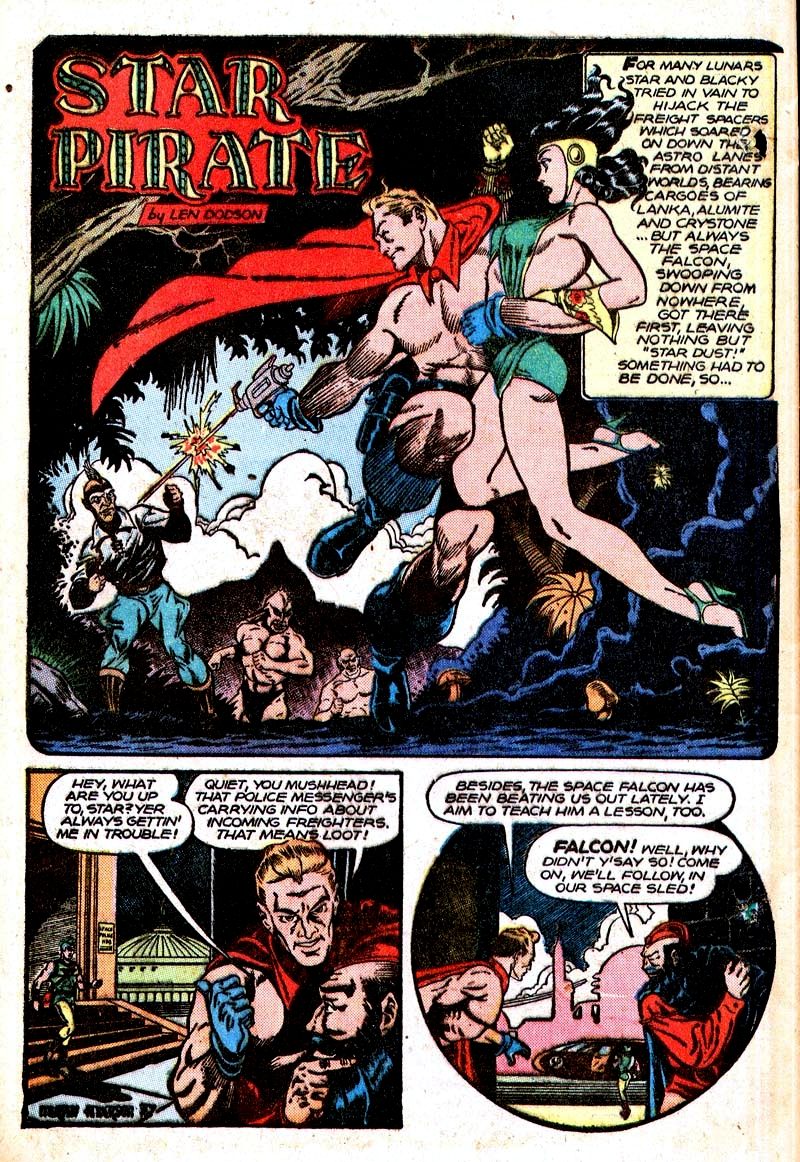
Star Pirate em Planet Comics #50, Setembro de 1947, arte de Murphy Anderson.

Os faroestes influenciaram as primeiras revistas pulp de ficção científica. Os escritores enviariam histórias em ambos os gêneros,  e as revistas de ficção científica às vezes imitavam a arte da capa de faroestes para mostrar paralelos.  Na década de 1930, CL Moore criou um dos primeiros heróis do faroeste espacial, Northwest Smith.  Buck Rogers e Flash Gordon também foram as primeiras influências. Depois que os quadrinhos de super-heróis perderam popularidade nos Estados Unidos dos anos 1940, os quadrinhos de faroeste e de terror os substituíram. Quando os quadrinhos de terror se tornaram insustentáveis com a Comics Code Authority em meados da década de 1950, os temas de ficção científica e os westerns espaciais se tornaram mais populares.:10 Em meados da década de 1960, os filmes de faroeste clássicos caíram no ostracismo e os faroestes revisionistas os suplantaram. Séries de ficção científica como Lost in Space  e Star Trek apresentaram uma nova fronteira a ser explorada, e filmes como Westworld rejuvenesceram os faroestes, atualizando-os com temas de ficção científica. Peter Hyams, diretor de Outland, disse que os chefes de estúdio na década de 1980 não estavam dispostos a financiar um faroeste, então ele fez um faroeste espacial. As óperas espaciais, como a série de filmes Star Wars, também tiraram fortes inspirações dos faroestes; Boba Fett, Han Solo e a cantina Mos Eisley, em particular, foram baseados em temas de faroeste. Esses filmes de ficção científica e séries de televisão ofereciam os temas e a moral que os faroestes ofereciam anteriormente. 
Essa visão de fronteira do futuro é apenas uma das muitas maneiras de encarar a exploração espacial, e não uma adotada por todos os escritores de ficção científica. O Turkey City Lexicon, documento produzido pela oficina de escritores de ficção científica de Turkey City, condena o Space Western como a forma "mais perniciosa" de um pano de fundo pré-estabelecido que evita a necessidade de criar um mundo novo. A revista Galaxy Science Fiction publicou um anúncio na contracapa, "Você nunca o verá na Galaxy", que deu o início de histórias de faroeste e de ficção científica paralelas com um personagem chamado Bat Durston. ☃☃ Esses ataques contundentes ao subgênero, junto com outros ataques às óperas espaciais, causaram a percepção de que todos os faroestes espaciais eram, por definição, escrita de baixa qualidade e não a "verdadeira" ficção científica.  Embora os temas subjacentes continuassem influentes, esse preconceito persistiu até os anos 1980, quando o lançamento do filme Outland e desenhos animados infantis como Bravestarr e As Aventuras dos Galaxy Rangers repopularizaram os temas explícitos de cowboys no espaço. No final dos anos 1990, séries de anime como Cowboy Bebop e mangás como Outlaw Star e Trigun tornaram-se exemplos do gênero. 
Nos anos 2000, Firefly foi aclamado pela crítica, causando uma reavaliação crítica dos faroestes espaciais.  Jogos como StarCraft  , a série Borderlands , Exoplanet: First Contact e The Outer Worlds também popularizaram o tema de space western. 
Na década de 2010, séries como Westworld e The Mandalorian deram continuidade a temática de faroeste espacial.